# Кириканэ

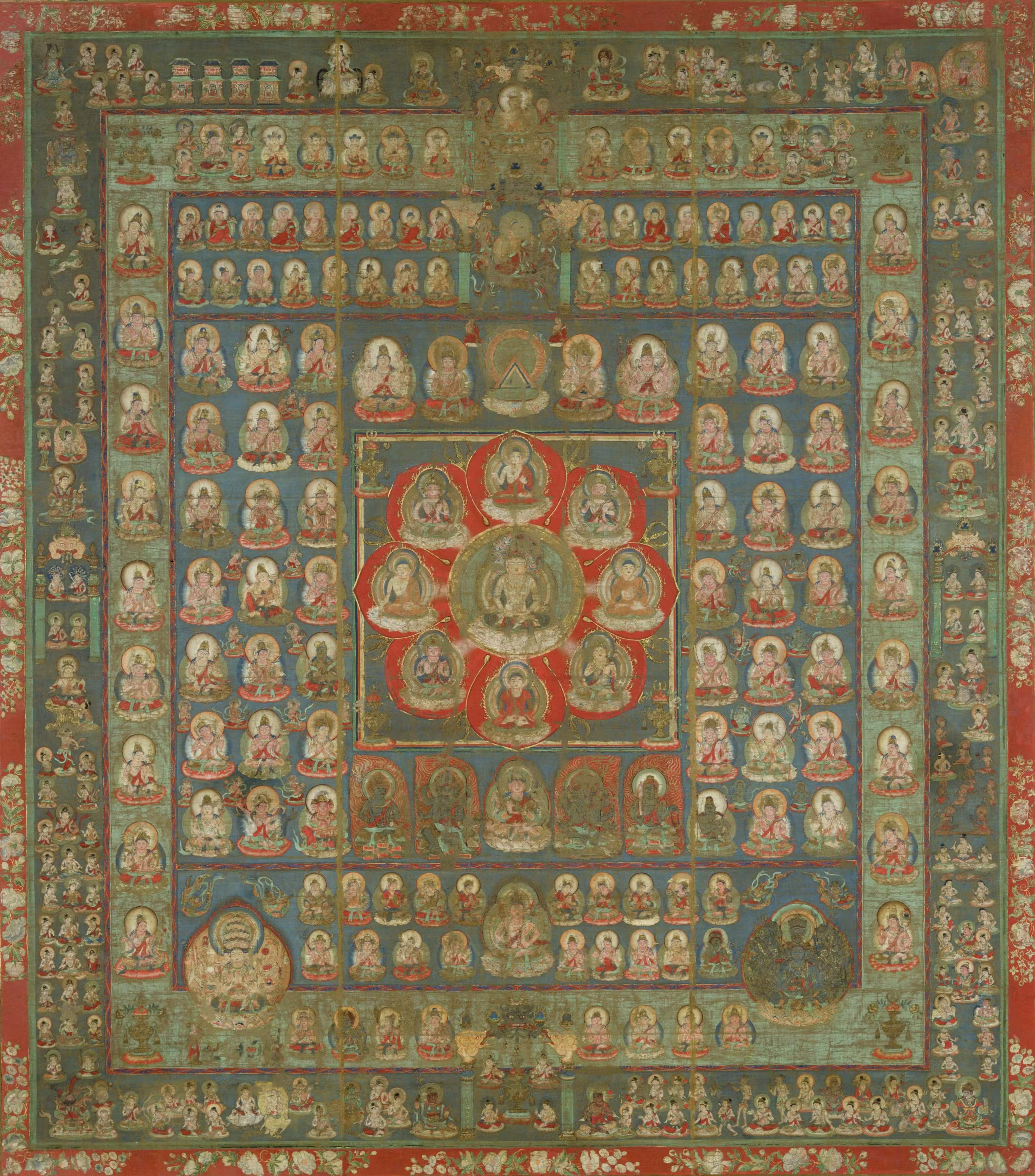
Мандала из храма То-дзи

Кириканэ (яп. 截金, буквально «нарезанное золото») — декоративная техника, используемая в Японии для украшения буддийских скульптур и сутр золотой фольгой. Помимо этого, техника используется в светской живописи и для украшения изделий декоративно-прикладного искусства.

## История
Техника кириканэ пришла в Японию через Корейский полуостров из империи Тан приблизительно в период Асука в VII веке. Самые ранние примеры её использования — скульптуры Четырёх небесных богов в храмах Нары — Хорю-дзи, конец VII века, и Тодай-дзи, VIII век. Пика популярности техника достигла в период Хэйан с расцветом буддийской художественной традиции. К примерам работ периода Хэйан в технике кириканэ можно отнести вертикальный свиток «Татхагата Шакьямуни» в Дзинго-дзи, вертикальный свиток с изображением Конгояси — одного из пяти Будд Высшей Мудрости, То-дзи, изображение Дайнити в храме Дайго-дзи и развороты свитков Хэйкэ Ногё. В период Камакура кириканэ становится более тонким и искусным, однако после второй четверти XIV века техника испытывает спад из-за популяризации золотой краски (киндэй) вместо настоящего золота. Однако изделия с инкрустированием золотых элементов создавались также в эпохи Эдо и Мэйдзи и связаны с техникой маки-э.
После Второй мировой войны кириканэ стало независимым традиционным видом японского искусства, который начал массово применяться в украшении принадлежностей для чайной церемонии, изделий гончарного промысла, мелкой домашней фурнитуры.

## Техника изготовления и использования
Для кириканэ используется лист золота толщиной 0,00001 миллиметра. Обычно он представляет собой квадрат размером 109х109 миллиметров. Для того, чтобы золото было более прочным и гибким, две пластинки сплавляются воедино, после чего получившуюся заготовку разрезают специальным ножом из бамбука на тонкие вертикальные полосы на доске, покрытой оленьей кожей. Нити золота наносятся на скульптуру или картину при помощи кистей и особого клея: смесь фунори (клей на основе морских водорослей) и никава (клей, полученный из кожи животных).

## Изображения

Примеры кириканэ
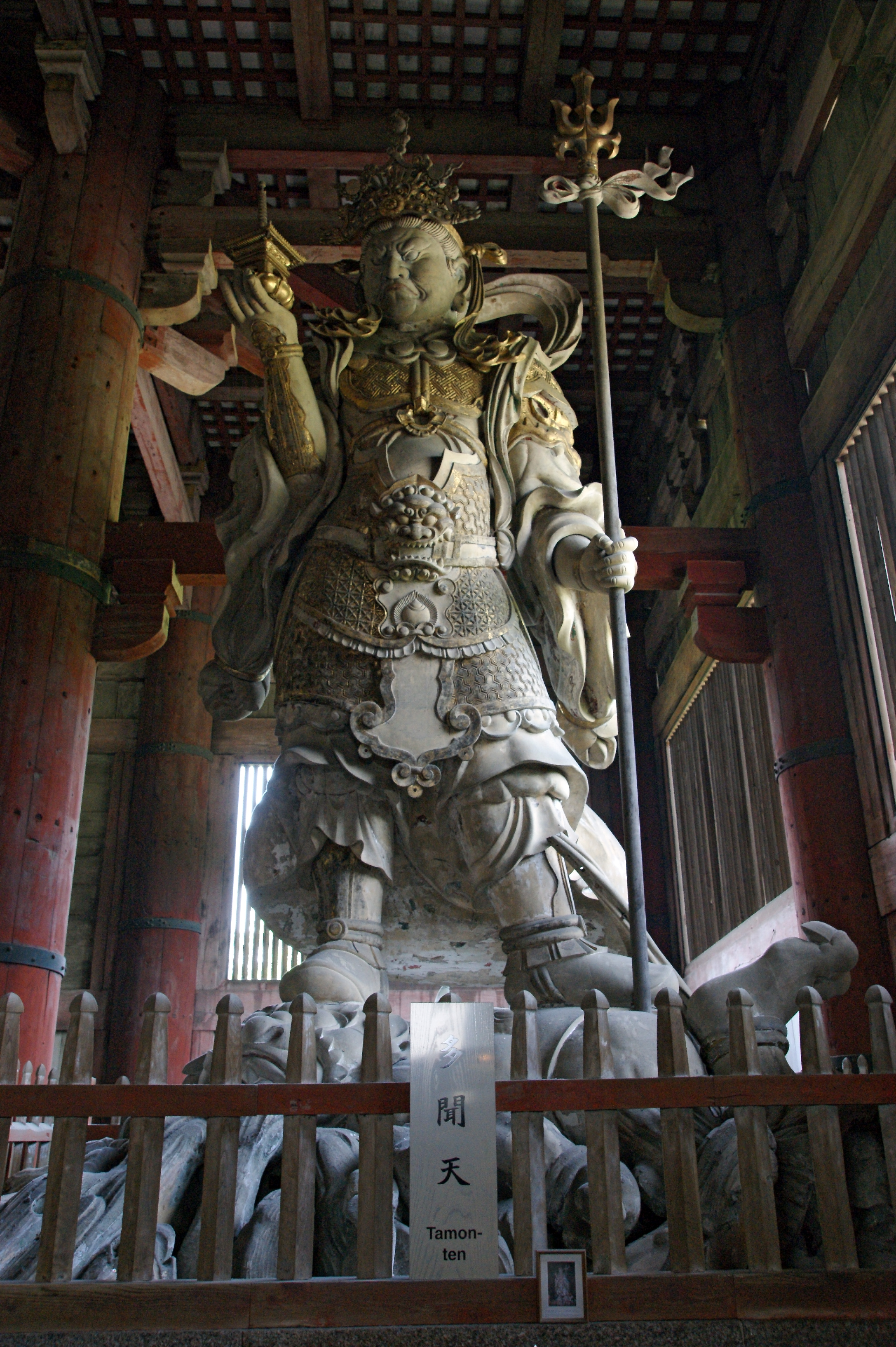
Статуя Бисямонтэна в храме Тодай-дзи
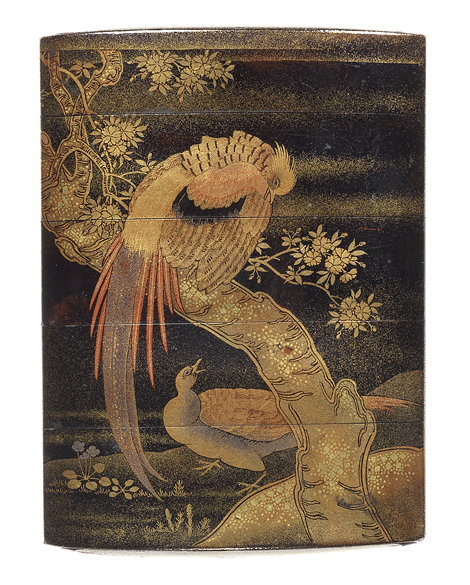
Лаковое изделие с техникой кириканэ
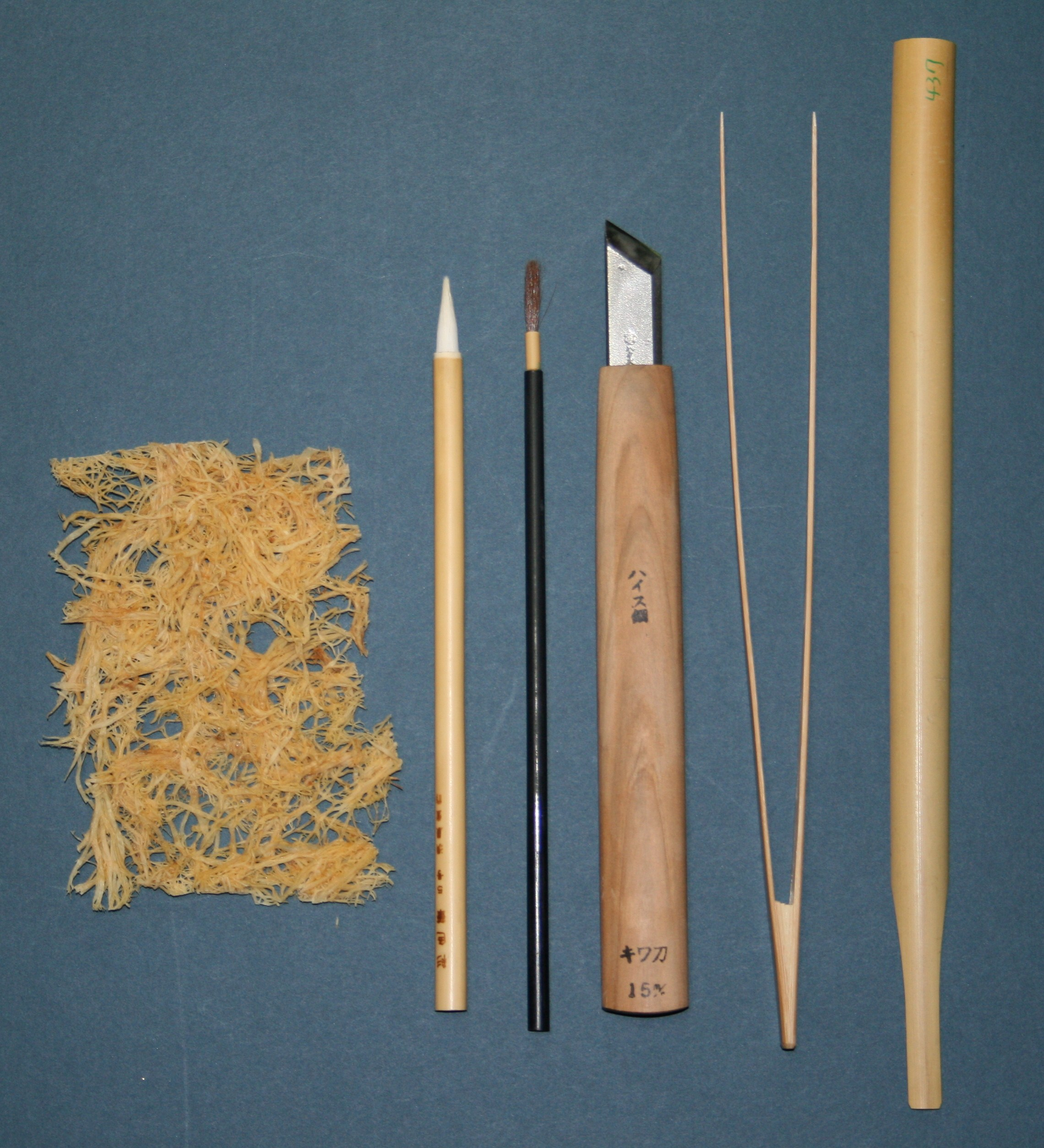
Инструменты для кириканэ
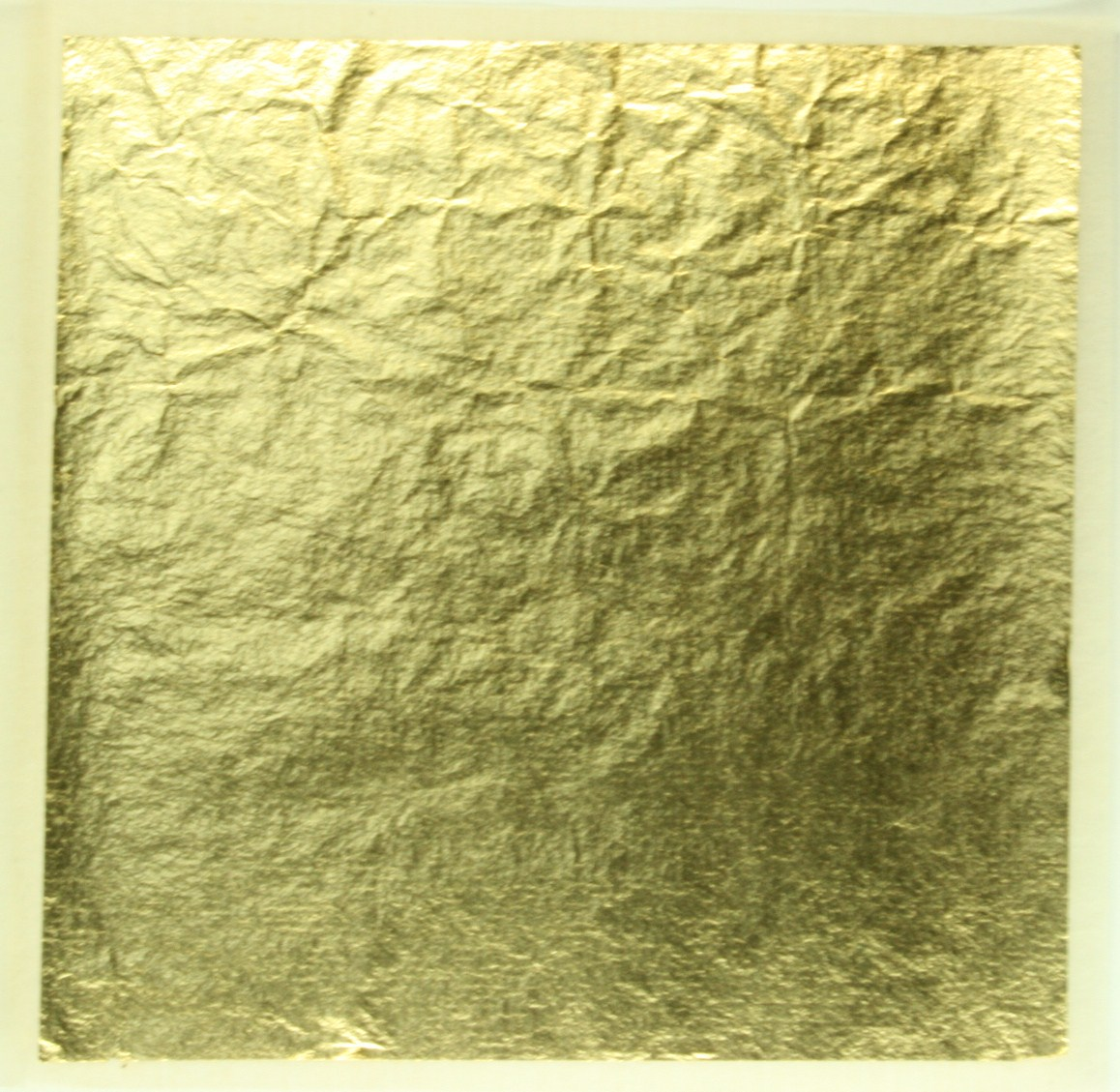
Лист золота для кириканэ